# Öja FF
Öja FF är en fotbollsförening från Ystad i sydöstra Skåne, grundad 1935. Föreningen bedriver verksamhet för herrseniorer och pojkar. Seniorlaget spelar 2021 i division 4 och har en tredjeplats i division 4 som bästa placering någonsin.

## Historia
Föreningen grundades den 17 september 1935 som Öja IF och Gunnar Nilsson valdes till ledare. Fyra år senare inträdde klubben i seriespel och blev året därefter medlem i Riksidrottsförbundet samt bytte namn till Öja FF. 
Fram till mitten av 1940-talet spelades matcherna på en äng utanför Ystad. Under några år spelade man på en annan idrottsplats och 1948 påbörjades bygget av föreningens nuvarande idrottsplats, Björkvallen.
Andra viktiga händelser under föreningens historia är när man 1946 bytte klubbfärg från svart till blått, samt kvartsfinalen i YA-cupen 1953 mot Skillinge IF som lockade en rekordstor publik på 1250 åskådare (ett rekord som håller än idag, mer än 60 år senare).
Klubbens kanske enskilt största framgång är finalen i YA-cupen 2010, då laget låg i division 6. På vägen till finalen vann man överraskande mot bland annat Rydsgårds AIF med hela 8-0 och Tomelilla IF med 2-1, två lag som vid den tidpunkten låg i division 4. I finalen mot division 2-laget BW90 blev det däremot förlust med 6-1. 
Öja FF har vuxit kraftigt som förening på flera nivåer under det senaste decenniet. Seniorlaget har under de senaste åren etablerat sig i division 4 och har under den här tiden ofta legat som Ystads kommuns bästa lag, medan ungdomsverksamheten numera inbegriper nästan 200 spelare. 

## Verksamhet
.A-laget spelar i div 6 och tillsammans med ungdomsverksamheten, som består av lag i åldrarna P-4/5 till P-16, är detta klubbens främsta varumärke. En av de mest framgångsrika spelarna som fostrats i Öja FF är Robin Jacobsson och Victor Svensson, född 1990, som spelade i Trelleborgs FF då de låg i Allsvenskan.